# Ronaldo Monteiro
Ronaldo Monteiro Pedraza (Santa Cruz de la Sierra, Bolivia; 11 de enero de 1998) es un futbolista boliviano. Juega como delantero.

## Trayectoria
Se formó como jugador en el Club Quebracho, luego fue fichado por el Bolívar.
Debido a que no tuvo continuidad el año 2019 fue cedido a Real Potosí. Marcó su primer gol el 9 de marzo en la derrota de su equipo 3:1 frente a Always Ready. Ese mismo año es cedido a Always Ready, convirtió su primer gol en la victoria 3:2 frente a Nacional Potosí el 28 de diciembre.
En el 2020 se confirma que reforzaría a San José.

## Clubes
| Club             | País    | Año           |
| ---------------- | ------- | ------------- |
| Bolívar          | Bolivia | 2016 - 2018   |
| Real Potosí      | Bolivia | 2019          |
| Always Ready     | Bolivia | 2019          |
| San José         | Bolivia | 2020          |
| Quebracho        | Bolivia | 2020          |
| 24 de Septiembre | Bolivia | 2022-presente |